# Bree Schaaf
Bree Schaaf (ur. 28 maja 1980 w Bremerton) – amerykańska bobsleistka. Od 2002 do 2007 roku uprawiała skeleton.
Podczas Igrzysk w Vancouver, w parze z Emily Azevedo, zajęła 5. miejsce w konkurencji bobslejowych dwójek.